# Chilobrachys dyscolus
Chilobrachys dyscolus är en spindelart som först beskrevs av Simon 1886.  Chilobrachys dyscolus ingår i släktet Chilobrachys och familjen fågelspindlar.
Artens utbredningsområde är Vietnam. Inga underarter finns listade i Catalogue of Life.